# 기타지마정
기타지마정(일본어: 北島町)은 일본 도쿠시마현 북동쪽 평야에 위치한 이타노군의 정이다. 도쿠시마현에서는 가장 면적이 작은 자치체이면서 얼마 안되는 인구 증가 지역이기도 하다.
이전에는 닛신보 도쿠시마 공장과 도아 합성화학 도쿠시마 공장, 그리고 도호 레이온 도쿠시마 공장(2001년 폐쇄) 등이 있는 기업 도시로 번창했지만 최근에는 도쿠시마시의 베드타운으로 발전을 계속해 왔다. 특히 다이노하마 지구에서는 대형 상업 시설인 후지그란 기타지마가 개점한 이후 급속히 택지 개발과 상업 시설 개점이 이루어지고 있어 도쿠시마현에서도 유수한 발전 지역이 되고 있다. 인구밀도는 1km2당 2,700명으로 시코쿠의 전 시정촌 중에서 2위(2015년 10월 기준)이다.

## 지리
요시노강 하구의 삼각주상에 위치하며 정의 북쪽을 구 요시노강이, 남쪽을 이마기레강이 흐르고 양 하천이 표주박과 같은 형태의 모랫등을 형성한다. 그 서쪽에 해당하는 지역이 주로 기타지마정이다(동쪽은 주로 마쓰시게정). 정내에는 산은 없고 지형의 기복도 거의 없다.

## 역사
- 1889년 10월 1일 - 정촌제 시행으로 기타지마촌이 성립하였다.
- 1940년 2월 11일 - 기타지마촌이 정으로 승격해 기타지마정이 되었다.

## 인구
| 연도 | 인구   | ±%     |
| ---- | ------ | ------ |
| 1920 | 4,406  | —      |
| 1930 | 4,612  | +4.7%  |
| 1940 | 7,698  | +66.9% |
| 1950 | 6,124  | −20.4% |
| 1960 | 8,095  | +32.2% |
| 1970 | 13,453 | +66.2% |
| 1980 | 16,466 | +22.4% |
| 1990 | 18,986 | +15.3% |
| 2000 | 19,823 | +4.4%  |
| 2010 | 21,662 | +9.3%  |